# Stadsrevisor
Stadsrevisor kallades den av vederbörande kommunalmyndighet i städerna tillsatte tjänsteman, som i olika utsträckning utförde granskning av stadens räkenskapsväsen. Särskild stadsrevisor fanns dock ej i alla städer. I de större var han chef för stadsrevisionskontoret.